# Toxicidade do metal
A toxicidade do metal ou envenenamento por metal é o efeito tóxico de certos metais em certas formas e doses na vida. Alguns metais são tóxicos quando formam compostos solúveis venenosos. Certos metais não têm função biológica, ou seja, não são minerais essenciais, ou são tóxicos quando em determinada forma. No caso do chumbo, qualquer quantidade mensurável pode ter efeitos negativos para a saúde. Muitas vezes, pensa-se que apenas os metais pesados podem ser tóxicos, mas os metais mais leves, como o berílio e o lítio, também podem ser em determinadas circunstâncias. Nem todos os metais pesados são particularmente tóxicos e alguns são essenciais, como o ferro. A definição também pode incluir oligoelementos quando doses anormalmente altas podem ser tóxicas. Uma opção para o tratamento da intoxicação por metais pode ser a terapia de quelação, uma técnica que envolve a administração de agentes quelantes para remover metais do corpo.
Os metais tóxicos às vezes imitam a ação de um elemento essencial no organismo, interferindo no processo metabólico que resulta em doenças . Muitos metais, particularmente metais pesados, são tóxicos, mas alguns metais pesados são essenciais e alguns, como o bismuto, têm baixa toxicidade. Na maioria das vezes, a definição de metais tóxicos inclui pelo menos tálio, cádmio, manganês, chumbo, mercúrio e os metais radioativos. Metalóides (arsênico, polônio) podem ser incluídos na definição. Os metais radioativos têm toxicidade radiológica e toxicidade química. Metais em estado de oxidação anormal para o corpo também podem se tornar tóxicos: o cromo (III) é um oligoelemento essencial, mas o cromo (VI) é cancerígeno.
A toxicidade é uma função da solubilidade. Os compostos insolúveis, bem como as formas metálicas, muitas vezes exibem toxicidade insignificante. A toxicidade de qualquer metal depende de seus ligantes. Em alguns casos, formas organometálicas, como metilmercúrio e chumbo tetraetila, podem ser extremamente tóxicas. Em outros casos, os derivados organometálicos são menos tóxicos, como o cátion cobaltocênio.
A descontaminação de metais tóxicos é diferente de toxinas orgânicas: porque os metais tóxicos são elementos, eles não podem ser destruídos. Os metais tóxicos podem tornar-se insolúveis ou recolhidos, possivelmente com a ajuda de agentes quelantes, ou através de biorremediação. Alternativamente, eles podem ser diluídos em um reservatório suficientemente grande, como o mar, porque a toxicidade imediata é uma função da concentração e não da quantidade. Outro método de descontaminação de metais pesados no solo é o uso de um método chamado fitorremediação. Este método utiliza plantas para extrair e diminuir a concentração de metais pesados tóxicos no solo.
Metais tóxicos podem se bioacumular no corpo e na cadeia alimentar. Portanto, uma característica comum dos metais tóxicos é a natureza crônica de sua toxicidade. Isso é particularmente notável com metais pesados radioativos, como o rádio, que imita o cálcio a ponto de ser incorporado ao osso humano, embora implicações semelhantes para a saúde sejam encontradas no envenenamento por chumbo ou mercúrio.

## Teste de envenenamento
As pessoas estão continuamente expostas a metais no meio ambiente. Testes médicos podem detectar metais com frequência, mas isso é esperado e por si só não é evidência de que uma pessoa está envenenada. Os testes de triagem de metais não devem ser usados a menos que haja motivos para acreditar que uma pessoa teve exposição excessiva a metais. As pessoas devem procurar exames médicos para envenenamento apenas se estiverem preocupadas por um motivo específico, e os médicos devem considerar o histórico e o exame físico do paciente antes de realizar testes para detectar metais.

## Tratamento para envenenamento
A terapia de quelação é um procedimento médico que envolve a administração de agentes quelantes para remover metais pesados do corpo. Os agentes quelantes são moléculas que possuem múltiplos grupos doadores de elétrons, que podem formar complexos de coordenação estáveis com íons metálicos. A complexação impede que os íons metálicos reajam com as moléculas do corpo e permite que sejam dissolvidos no sangue e eliminados na urina. Só deve ser usado em pessoas com diagnóstico de intoxicação por metais. Esse diagnóstico deve ser validado com testes feitos em amostras biológicas apropriadas.
A terapia de quelação é administrada sob supervisão médica muito cuidadosa devido a vários riscos inerentes. Mesmo quando a terapia é administrada adequadamente, os medicamentos quelantes podem ter efeitos colaterais significativos. A quelação administrada de forma inadequada pode causar toxicidade no desenvolvimento neurológico, aumentar o risco de desenvolver câncer e causar a morte; a quelação também remove elementos metálicos essenciais e requer medidas para evitar sua perda.

## Tipos específicos de envenenamento

### Intoxicação por fosforeto de alumínio
O alumínio não tem função biológica conhecida e sua classificação em metais tóxicos é controversa.
A intoxicação aguda por fosforeto de alumínio (AAlPP) é um problema grande, embora subnotificado, no subcontinente indiano. O fosforeto de alumínio (AlP), que está prontamente disponível como fumigante para grãos de cereais armazenados, vendido sob várias marcas, como QuickPhos e Celphos, é altamente tóxico, especialmente quando consumido em um recipiente recém-aberto. A morte resulta de choque profundo, miocardite e falência de múltiplos órgãos . Fosfeto de alumínio tem uma dose fatal entre 0.15 and 0.5 g (0.0053 and 0.0176 oz) . Tem sido relatado como a causa mais comum de morte por suicídio no norte da Índia . A toxicidade muito alta do fosfeto de alumínio é atribuída ao teor de fosfina e não está relacionada ao alumínio. Fosfeto de cálcio e fosforeto de zinco são venenos semelhantes.

### Intoxicação por arsênico
O envenenamento por arsênico é uma condição médica causada por níveis elevados de arsênico no corpo. A base dominante do envenenamento por arsênico é a água subterrânea que naturalmente contém altas concentrações de arsênico. Um estudo de 2007 descobriu que mais de 137 milhões de pessoas em mais de 70 países são provavelmente afetadas pelo envenenamento por arsênico da água potável.

### Intoxicação por berílio
O envenenamento por berílio é uma doença resultante do efeito tóxico do berílio em sua forma elementar ou em vários compostos químicos. A toxicidade do berílio depende da duração, intensidade e frequência da exposição (características da dose), bem como da forma do berílio e da via de exposição (ou seja, inalação, dérmica, ingestão). De acordo com a Agência Internacional de Pesquisa sobre o Câncer (IARC), o berílio e os compostos de berílio são cancerígenos da categoria 1 ; são cancerígenos tanto para animais como para humanos.

### Intoxicação por cádmio
O cádmio é um metal extremamente tóxico comumente encontrado em locais de trabalho industriais. Devido ao seu baixo limite de exposição permissível, superexposições podem ocorrer mesmo em situações onde são encontradas pequenas quantidades de cádmio. O cádmio é usado extensivamente em galvanoplastia, embora a natureza da operação geralmente não leve a superexposições. O cádmio também é encontrado em algumas tintas industriais e pode representar um perigo quando pulverizado. As operações que envolvem a remoção de tintas de cádmio por raspagem ou jateamento podem representar um risco significativo. O cádmio também está presente na fabricação de alguns tipos de baterias. As exposições ao cádmio são abordadas em normas específicas para a indústria em geral, emprego em estaleiros, indústria da construção e indústria agrícola.

### Toxicidade do cobre
A toxicidade do cobre, também chamada de copperiedus, refere-se às consequências de um excesso de cobre no organismo. Coperiedus pode ocorrer pela ingestão de alimentos ácidos cozidos em panelas de cobre não revestidas ou pela exposição ao excesso de cobre na água potável, como efeito colateral de pílulas anticoncepcionais de estrogênio ou outras fontes ambientais. Também pode resultar da condição genética doença de Wilson .

### Intoxicação por ferro
A intoxicação por ferro é uma sobrecarga de ferro causada por um grande excesso de ingestão de ferro e geralmente se refere a uma sobrecarga aguda e não gradual. O termo tem sido associado principalmente a crianças pequenas que consumiram grandes quantidades de pílulas de suplemento de ferro, que se assemelham a doces e são amplamente utilizadas, inclusive por mulheres grávidas – veja supernutrição (aproximadamente 3 gramas é letal para uma criança de 2 anos). Restrições de embalagem direcionadas nos EUA para contêineres suplementares com mais de 250 mg de ferro elementar existem desde 1978, e as recomendações para embalagens unitárias reduziram as várias fatalidades por envenenamento por ferro por ano para quase zero desde 1998.  Não foram identificados casos conhecidos de envenenamento por ferro associados à mineração de ferro .

### Envenenamento por chumbo
O envenenamento por chumbo é uma condição médica em humanos e outros vertebrados causada pelo aumento dos níveis do metal pesado chumbo no corpo. O chumbo interfere com uma variedade de processos corporais e é tóxico para muitos órgãos e tecidos, incluindo o coração, ossos, intestinos, rins e sistemas reprodutivo e nervoso . Interfere no desenvolvimento do sistema nervoso e, portanto, é particularmente tóxico para as crianças, causando distúrbios potencialmente permanentes de aprendizado e comportamento. Os sintomas incluem cólicas abdominais, constipação, tremores, alterações de humor, infertilidade, anemia e psicose tóxica .

### Intoxicação por lítio
O lítio é usado em alguns medicamentos, especificamente para tratar o transtorno bipolar . O nível de medicação "suficiente" é considerado por muitos médicos como próximo da tolerância tóxica para a função renal. Portanto, o paciente é frequentemente monitorado para esse fim.

### Envenenamento por manganês, ou manganismo
O manganês ou envenenamento por manganês é uma condição tóxica resultante da exposição crônica ao manganês e identificada pela primeira vez em 1837 por James Couper .

### Envenenamento por mercúrio
A intoxicação por mercúrio é uma doença causada pela exposição ao mercúrio ou seus compostos . O mercúrio (símbolo químico Hg) é um metal pesado que ocorre em várias formas, todas as quais podem produzir efeitos tóxicos em doses suficientemente altas. Seu estado de oxidação zero Hg 0 existe como vapor ou como metal líquido, seu estado mercuroso Hg 2 2+ existe como sais inorgânicos, e seu estado mercúrico Hg 2+ pode formar sais inorgânicos ou compostos organomercúricos ; os três grupos variam em efeitos. Os efeitos tóxicos incluem danos ao cérebro, rins e pulmões. O envenenamento por mercúrio pode resultar em várias doenças, incluindo acrodinia (doença rosa), síndrome de Hunter-Russell e doença de Minamata .
Os sintomas geralmente incluem deficiência sensorial (visão, audição, fala), sensação perturbada e falta de coordenação. O tipo e grau de sintomas exibidos dependem da toxina individual, da dose, do método e da duração da exposição.

### Envenenamento por prata (Argíria)

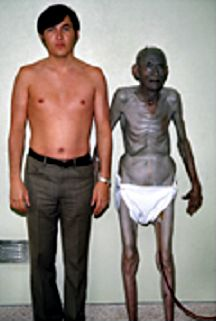
Um homem caucasiano de 92 anos (à direita) com alterações pigmentares havia usado gotas nasais contendo prata por muitos anos. Sua biópsia de pele mostrou depósitos de prata na derme, confirmando o diagnóstico de argiria generalizada.

Argiria ou argirose é uma condição causada pela exposição inadequada a compostos químicos do elemento prata, ou ao pó de prata. O sintoma mais dramático da argiria é que a pele fica azul ou cinza-azulada. Pode assumir a forma de argiria generalizada ou argiria local. A argiria generalizada afeta grandes áreas em grande parte da superfície visível do corpo. A argiria local aparece em regiões limitadas do corpo, como manchas de pele, partes da membrana mucosa ou da conjuntiva.

### Intoxicação por tálio
O tálio e seus compostos são frequentemente altamente tóxicos. O contato com a pele é perigoso e ventilação adequada deve ser fornecida ao derreter este metal.[ Muitos compostos de tálio(I) são altamente solúveis em água e são prontamente absorvidos pela pele. A exposição a eles não deve exceder 0,1 mg por m 2 de pele em uma média ponderada de 8 horas (40 horas semanais de trabalho). O tálio é um carcinógeno humano suspeito.

### Intoxicação por estanho
O envenenamento por estanho refere-se aos efeitos tóxicos do estanho e seus compostos. Casos de envenenamento por estanho metálico, seus óxidos e seus sais são "quase desconhecidos"; por outro lado, certos compostos organoestânicos são quase tão tóxicos quanto o cianeto.

### Toxicidade do zinco
Embora o zinco seja um requisito essencial para um corpo saudável, o excesso de zinco pode ser prejudicial e causar toxicidade ao zinco . Tais níveis de toxicidade foram observados na ingestão de mais de 225 mg de zinco. A absorção excessiva de zinco pode suprimir a absorção de cobre e ferro. O íon de zinco livre em solução é altamente tóxico para bactérias, plantas, invertebrados e até mesmo peixes vertebrados.

## Sociedade e cultura
É difícil diferenciar os efeitos do envenenamento por metais de baixo nível do meio ambiente com outros tipos de danos ambientais, incluindo a poluição não metálica. Geralmente, o aumento da exposição a metais pesados no ambiente aumenta o risco de desenvolver câncer.
Sem um diagnóstico de toxicidade do metal e fora da medicina baseada em evidências, mas talvez por causa da preocupação com a toxicidade do metal, algumas pessoas procuram terapia de quelação para tratar autismo, doenças cardiovasculares, doença de Alzheimer ou qualquer tipo de neurodegeneração. A terapia de quelação não melhora os resultados para essas doenças.